# Семенча
Семенча (бел. Сяменча) — агрогородок в Червоненском сельсовете Житковичского района Гомельской области Беларуси.

## География

### Расположение
В 21 км на север от районного центра и железнодорожной станции Житковичи (на линии Лунинец — Калинковичи), 254 км от Гомеля.

## Гидрография
Через агрогородок проходит мелиоративный канал.

## Транспортная сеть
Транспортные связи по просёлочной, а затем автомобильной дороге Морохорово —Любань. Планировка состоит из прямолинейной широтной улицы, к которой с юга присоединяются 2 переулка. Застройка двухсторонняя, деревянная, усадебного типа. В 1986 году построены 50 кирпичных домов коттеджного типа, в которых разместились переселенцы из мест, загрязнённых радиацией в результате катастрофы на Чернобыльской АЭС.

## История
Основана в начале XX века переселенцами из соседних деревень. В 1917 году хутор в Житковичской волости Мозырского уезда Минской губернии. В 1920-е годы происходило активное заселение бывших помещичьих земель. В 1929 году организован колхоз «Комсомолец», работала кузница. В середине 1930-х годах в деревню переселены жители близлежащих хуторов. Во время Великой Отечественной войны в феврале 1943 года оккупанты сожгли 11 дворов и убили 3 жителей. 14 жителей погибли на фронтах. Согласно переписи 1959 года центр совхоза «Красный Бор». Размещены Дом культуры, библиотека, фельдшерско-акушерский пункт, детские ясли-сад.

## Население

### Численность
- 2004 год — 379 хозяйств, 1005 жителей.

### Динамика
- 1917 год — 5 жителей.
- 1940 год — 45 дворов, 230 жителей.
- 1959 год — 332 жителя (согласно переписи).
- 2004 год — 379 хозяйств, 1005 жителей.

## Культура
- Дом культуры

## События и мероприятия
- Народный праздник «Купалле» (6 июля 2025).